# Francisco de Longa y Anchía
Francisco Tomás Anchía y Urquiza conocido como Francisco de Longa (Mallavia, Vizcaya, 10 de abril de 1783-Valencia, 21 de diciembre de 1831) fue un guerrillero español de la Guerra de la Independencia Española que alcanzó el grado de teniente general. 

## Biografía
Nació el 10 de abril de 1783 en el caserío Longa de Mallavia, Vizcaya, por lo que fue apodado Longa, pasando a ser este su nombre más conocido. Desde muy joven vivió en La Puebla de Arganzón (Burgos) donde trabajó como aprendiz de herrero, llegando a casarse con la hija de su patrón adquiriendo así una buena herrería. 
Al sobrevenir la invasión napoleónica, en 1809 se puso al frente de una partida de 100 hombres de gran combatividad con la que se dedicó a la guerrilla en tierras de Burgos, Álava y aledaños, uniendo sus fuerzas a menudo a la partida de Abecia. Tenía por entonces 26 años. 
Estos dos contingentes formaban una temible fuerza sorpresiva que emboscaba ya en puertos como el de Deskarga, ya en Pancorbo, en Orduña o en Valdeajos. 
Se dejaban caer por sorpresa sobre los convoyes napoleónicos exterminando a sus componentes y llevándose el correo o los avituallamientos. Poco a poco fue incrementando sus fuerzas hasta crear una verdadera unidad militar, la División de Iberia. En 1812, siendo ya Coronel, se apodera de Castro Urdiales tras derrotar a los imperiales en Cubo y Miranda. Algo más tarde los sorprende en el valle del Sedano derrotándolos tras la muerte de Fromant y Bremont, general y coronel respectivamente. 
Al llegar el momento decisivo de la batalla de Vitoria Longa se pone a las órdenes de Graham; al frente de la División Iberia toma Gamarra Menor —acción decisiva, porque corta la ruta de retirada del enemigo— y persigue a los franceses. Participa en la toma de Pasajes, en la batalla de San Marcial y penetra en Labort con Wellington. 
En 1813 vuelve a la península donde es nombrado general, más tarde mariscal de campo y en 1825 teniente general. Murió en 1831 a los 48 años de edad. Actualmente puede contemplarse, en la localidad vizcaína de Cenarruza-Puebla de Bolívar, un monumento erigido en su honor por la Real Sociedad Bascongada de Amigos del País (RSBAP)